# Polina Koedermetova

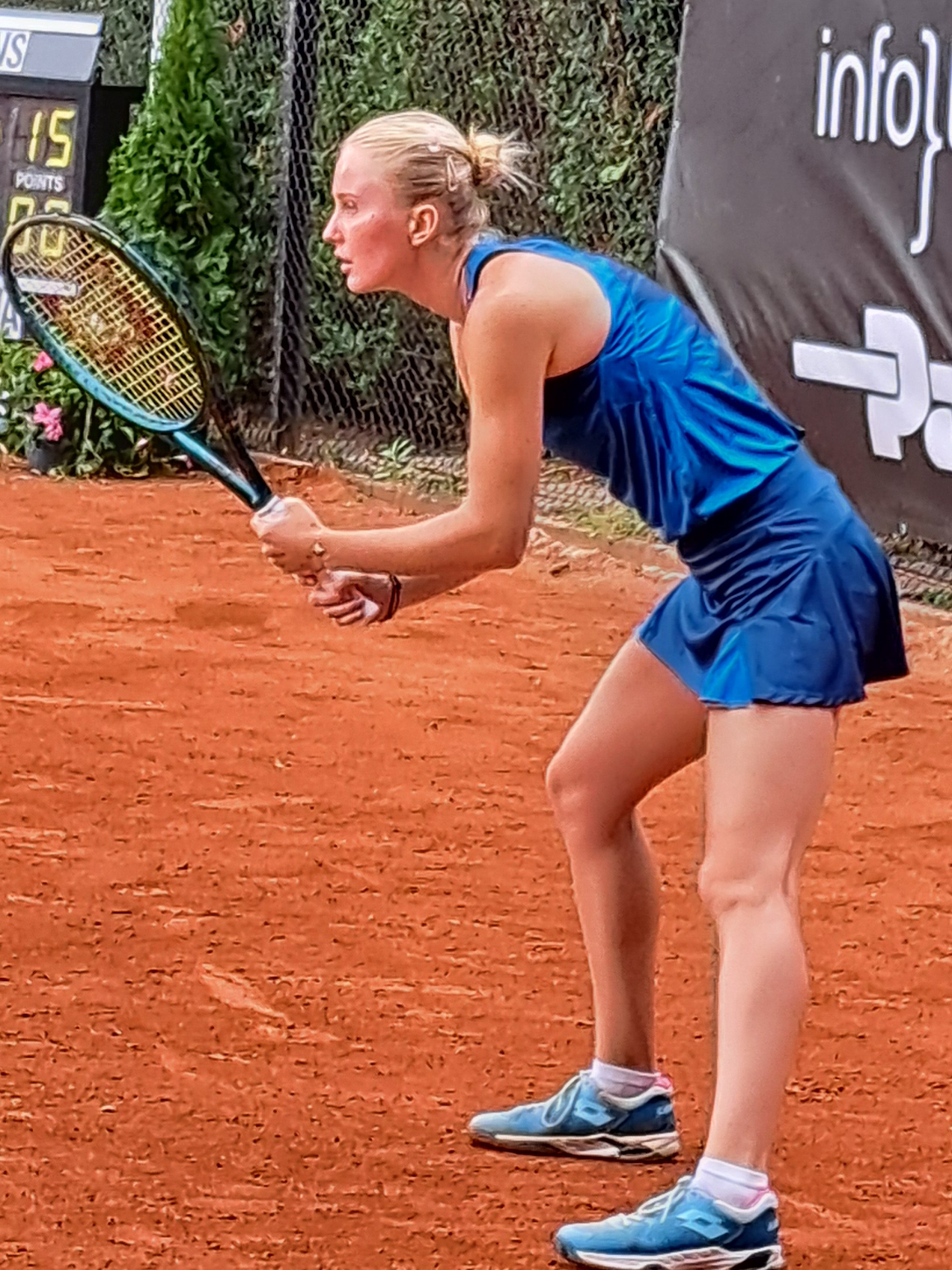
ITF Oldenzaal 2024

Polina Edoeardovna Koedermetova (Russisch: Полина Эдуардовна Кудерметова) (Moskou, 4 juni 2003) is een tennisspeelster uit Rusland. Koedermetova begon met tennis toen zij zeven jaar oud was. Haar favoriete ondergrond is hardcourt. Zij speelt rechtshandig en heeft een tweehandige backhand. Zij is actief in het internationale tennis sinds 2018.

## Loopbaan

### Enkelspel
Koedermetova debuteerde in 2018 op het ITF-toernooi van Kazan (Tatarstan, Rusland). Zij stond in 2019 voor het eerst in een finale, op het ITF-toernooi van Antalya (Turkije) – hier veroverde zij haar eerste titel, door de Roemeense Georgia Crăciun te verslaan. Tot op heden(augustus 2025) won zij negen ITF-titels, de meest recente in 2024 in Indore (India).
In januari 2023 kwalificeerde Koedermetova zich voor het Australian Open – in het kwalificatietoernooi versloeg zij achtereenvolgens Anastasija Gasanova, Katie Boulter (WTA-120) en Asia Muhammad (WTA-166), maar in haar eersterondepartij tegen de Australische wildcard-speelster Olivia Gadecki (WTA-199) trok zij aan het kortste eind. In maart won zij haar achtste ITF-titel – daarmee maakte zij haar entrée tot de top 150 van de wereldranglijst.
In januari 2025 stond Koedermetova voor het eerst in een WTA-finale, op het WTA 500-toernooi van Brisbane waaraan zij als kwalificante deelnam – zij verloor de eindstrijd van Aryna Sabalenka. Door dit resultaat trad zij toe tot de mondiale top 100.
Haar hoogste notering op de WTA-ranglijst is de 54e plaats, die zij bereikte in april 2025.

### Dubbelspel
Koedermetova is in het dubbelspel minder actief dan in het enkelspel. Zij debuteerde in 2019 op het ITF-toernooi van Antalya (Turkije), samen met landgenote Jekaterina Kazionova. Zij stond in 2022 voor het eerst in een finale, op het ITF-toernooi van Monastir (Tunesië), samen met landgenote Sofja Lansere – zij verloren van de Françaises Estelle Cascino en Jessika Ponchet. Later dat jaar bereikte zij nog twee ITF-finales die zij niet winnend kon afsluiten. In 2023 veroverde Koedermetova haar eerste titel, op het ITF-toernooi van Astana (Kazachstan), samen met landgenote Anastasija Tichonova, door het Zuid-Koreaanse duo Han Na-lae en Jang Su-jeong te verslaan. Tot op heden(augustus 2025) won zij twee ITF-titels, de andere in 2024 in Oldenzaal (Nederland).
In 2024 speelde Koedermetova voor het eerst op een WTA-hoofdtoernooi, op het toernooi van Tampico, samen met landgenote Alina Kornejeva – zij bereikten er meteen de finale, die zij verloren van het koppel Carmen Corley en Rebecca Marino.
Op Roland Garros van 2025 had zij haar grandslamdebuut, geflankeerd door de Turkse Zeynep Sönmez. Op Wimbledon, weer met Sönmez aan haar zijde, won zij haar eerste grandslampartij.

## Persoonlijk
Polina is de jongere zuster van Veronika Koedermetova. Hun vader Edoeard Koedermetov is tweevoudig Russisch nationaal kampioen ijshockey (1997/98 en 2006/07).

## Posities op deWTA-ranglijst
Positie per einde seizoen:
| jaar | rang enkelspel | rang dubbelspel |
| ---- | -------------- | --------------- |
| 2019 | 958            | –               |
| 2020 | 791            | –               |
| 2021 | 571            | 945             |
| 2022 | 218            | 410             |
| 2023 | 157            | 421             |
| 2024 | 117            | 320             |

## Palmares
| Legenda                 |
| ----------------------- |
| Grandslamtoernooi       |
| Olympische Spelen       |
| Year-End Championships  |
| Premier Mandatory       |
| Premier Five / WTA 1000 |
| Premier / WTA 500       |
| International / WTA 250 |
| Challenger / WTA 125    |

### WTA-finaleplaatsen enkelspel
| nr.              | finale     | toernooi     | ondergrond | tegenstandster  | score         |         |
| ---------------- | ---------- | ------------ | ---------- | --------------- | ------------- | ------- |
| gewonnen finales |            |              |            |                 |               |         |
| geen             |            |              |            |                 |               |         |
| verloren finales |            |              |            |                 |               |         |
| 1.               | 2025-01-05 | WTA Brisbane | hardcourt  | Aryna Sabalenka | 6-4, 3-6, 2-6 | details |

### WTA-finaleplaatsen vrouwendubbelspel
| nr.              | finale     | toernooi    | ondergrond | partner         | tegenstandsters              | score    |         |
| ---------------- | ---------- | ----------- | ---------- | --------------- | ---------------------------- | -------- | ------- |
| gewonnen finales |            |             |            |                 |                              |          |         |
| geen             |            |             |            |                 |                              |          |         |
| verloren finales |            |             |            |                 |                              |          |         |
| 1.               | 2024-10-25 | WTA Tampico | hardcourt  | Alina Kornejeva | Carmen Corley Rebecca Marino | 3-6, 3-6 | details |

### Gewonnen ITF-toernooien enkelspel
| nr. | finale     | toernooi  | dotatie | ondergrond    | tegenstandster in finale | score         |
| --- | ---------- | --------- | ------- | ------------- | ------------------------ | ------------- |
| 1.  | 2019-12-22 | Antalya   | $15.000 | hardcourt     | Georgia Crăciun          | 6-4, 3-6, 6-3 |
| 2.  | 2021-02-14 | Antalya   | $15.000 | gravel        | Marta Custic             | 6-2, 1-6, 6-3 |
| 3.  | 2021-11-28 | Kazan     | $15.000 | hardcourt (i) | Nigina Abduraimova       | 7-5, 3-6, 6-4 |
| 4.  | 2022-01-23 | Kazan     | $15.000 | hardcourt )i) | Anastasija Kovaljova     | 6-0, 6-4      |
| 5.  | 2022-06-10 | Raänana   | $25.000 | hardcourt     | Maria Timofejeva         | 4-6, 6-4, 7-5 |
| 6.  | 2022-10-30 | Istanbul  | $25.000 | hardcourt (i) | Tatjana Prozorova        | 6-3, 6-1      |
| 7.  | 2022-11-06 | Jeruzalem | $25.000 | hardcourt     | Jekaterina Reyngold      | 6-1, 6-1      |
| 8.  | 2023-03-05 | Astana    | $40.000 | hardcourt (i) | Darja Astachova          | 6-2, 6-3      |
| 9.  | 2024-02-04 | Indore    | $50.000 | hardcourt     | Dalila Jakupović         | 3-6, 6-2, 6-0 |

## Resultaten grandslamtoernooien
| Legenda | Legenda                          |
| ------- | -------------------------------- |
| g.t.    | geen toernooi gehouden           |
| l.c.    | lagere categorie                 |
| –       | niet deelgenomen                 |
| G       | uitgeschakeld in de groepsfase   |
| 1R      | uitgeschakeld in de eerste ronde |
| 2R      | uitgeschakeld in de tweede ronde |
| 3R      | uitgeschakeld in de derde ronde  |
| 4R      | uitgeschakeld in de vierde ronde |
| KF      | uitgeschakeld in de kwartfinale  |
| HF      | uitgeschakeld in de halve finale |
| F       | de finale verloren               |
| W       | het toernooi gewonnen            |
| w-v     | winst/verlies-balans             |

### Enkelspel
| toernooi        | 2023 |    | 2025 |
| --------------- | ---- | -- | ---- |
| Australian Open | 1R   | 1R |      |
| Roland Garros   | –    | 1R |      |
| Wimbledon       | –    | 1R |      |
| US Open         | –    |    |      |

### Vrouwendubbelspel
| toernooi        | 2025 |
| --------------- | ---- |
| Australian Open | –    |
| Roland Garros   | 1R   |
| Wimbledon       | 2R   |
| US Open         |      |